# つまの方
つまの方（つまのかた）は、江戸時代の女性。紀州土岐氏頼忠流のひとりである。

## 生涯
生没年不詳。豊臣秀頼の高家衆土岐一圭の一女。父親同士の縁で、同年代である加藤清正の息女八十姫（瑤林院）の上臈となる。
元和5年（1619年）、八十姫の夫徳川頼宣が紀州藩主となると、八十姫に従い、紀州に同行。八十姫が寛永10年（1633年）に江戸の紀州藩邸に移った際も随伴した。
兄義虎が江戸で浪人であることを頼宣に進言し、兄の仕官の道を開いた。

## 系譜
- 父：一圭（?-1658）
- 母：
- 夫：
  - 子：